# Choteč (district de Prague-Ouest)
Pour les articles homonymes, voir Choteč.
Choteč (en allemand : Chotetsch) est une commune du district de Prague-Ouest, dans la région de Bohême-Centrale, en République tchèque. Sa population s'élevait à 374 habitants en 2020.

## Géographie
Choteč se trouve à 4 km au nord-ouest de Černošice et à 15 km au sud-est du centre de Prague.
La commune est limitée au nord par Zbuzany, à l'est par Ořech et Kosoř, au sud par Třebotov et à l'ouest par Chýnice.

## Histoire
Le toponyme Choteč est mentionné en 1115 pour désigner un petit cours d'eau et en 1301 pour une forêt à l'emplacement du village actuel, qui a probablement été fondé au XIVe siècle.